# دالتروزوو
دالتروزوو (به لهستانی:  Daltrozów) یک روستا در لهستان است که در گمینا پرومنا واقع شده‌است.